# Josef Beránek (1942)
Josef Beránek (22. května 1942 Litvínov – 3. srpna 2024) byl český hokejový útočník. Po skončení aktivní kariéry působil jako trenér. Jeho synem je bývalý hokejista Josef Beránek.

## Hokejová kariéra
V československé lize hrál za TJ CHZ Litvínov a během vojenské služby za VTJ Litoměřice. Odehrál 15 ligových sezón, nastoupil v 422 ligových utkáních, dal 113 gólů a měl 85 asistencí.

## Klubové statistiky
| Sezona    | Klub               | Soutěž  | Základní část | Základní část | Základní část | Základní část | Základní část |
| Sezona    | Klub               | Soutěž  | Z             | G             | A             | B             | TM            |
| --------- | ------------------ | ------- | ------------- | ------------- | ------------- | ------------- | ------------- |
| 1961/1962 | Jiskra SZ Litvínov | 1. liga | 11            | 0             | 0             | 0             | -             |
| 1962/1963 | VTJ Litoměřice     | 2. liga | -             | -             | -             | -             | -             |
| 1963/1964 | VTJ Litoměřice     | 1. liga | -             | -             | -             | -             | -             |
| 1964/1965 | CHZ Litvínov       | 1. liga | 30            | 16            | -             | -             | -             |
| 1965/1966 | CHZ Litvínov       | 1. liga | 26            | 8             | 3             | 11            | -             |
| 1966/1967 | CHZ Litvínov       | 1. liga | 35            | 10            | -             | -             | -             |
| 1967/1968 | CHZ Litvínov       | 1. liga | 33            | 8             | 11            | 19            | -             |
| 1968/1969 | CHZ Litvínov       | 1. liga | 36            | 8             | 13            | 21            | -             |
| 1969/1970 | CHZ Litvínov       | 1. liga | 36            | 7             | 18            | 25            | -             |
| 1970/1971 | CHZ Litvínov       | 1. liga | 27            | 4             | 5             | 9             | -             |
| 1971/1972 | CHZ Litvínov       | 1. liga | 36            | 12            | 7             | 19            | -             |
| 1972/1973 | CHZ Litvínov       | 1. liga | 36            | 9             | 6             | 15            | -             |
| 1973/1974 | CHZ Litvínov       | 1. liga | 43            | 18            | 9             | 27            | -             |
| 1974/1975 | CHZ Litvínov       | 1. liga | 36            | 9             | 8             | 17            | -             |
| 1975/1976 | CHZ Litvínov       | 1. liga | 30            | 4             | 4             | 8             | -             |
| 1976/1977 | CHZ Litvínov       | 1. liga | 7             | 0             | 1             | 1             | -             |

## Trenérská kariéra
V hokejové extralize trénoval HC Litvínov, HC Energie Karlovy Vary a HC Slavia Praha, v druhé lize HC Kometa Brno a HC Chomutov.